# Ngurubates kanga
Ngurubates kanga är en mångfotingart som beskrevs av Hoffman 2005. Ngurubates kanga ingår i släktet Ngurubates och familjen Gomphodesmidae. Inga underarter finns listade i Catalogue of Life.